# Guerrouma
Guerrouma es un municipio (baladiyah) de la provincia o valiato de Bouira en Argelia. En abril de 2008 tenía una población censada de 14 570 habitantes.
Se encuentra ubicado al norte del país, en la región de Cabilia, al este de Argel y junto a la costa del mar Mediterráneo y el macizo de Djurdjura.